# جروم و جرامیا والسکا
جروم و جرمایا والسکا (به انگلیسی: Jerome and Jeramiah Valeska) شخصیتهای خیالی ساخته‌شده توسط برونو هلر برای مجموعه تلویزیونی گاتهام هستند. کامرون مانهن ایفای این دو نقش را در این سریال بر عهده داشته‌است. شخصیت جروم پیش از حضور جرامیا (جوکر سریال گاتهام)، دشمن اصلی بتمن، ظاهر می‌شود و اسطوره‌شناسی این شخصیت را نمایش می‌دهد.
مانهن برای عملکردش در این نقش بازخوردهای مثبتی را دریافت کرد. یکی از اصلی‌ترین این بازخوردها از طرف مارک همیل، یکی از صداگذاران جوکر، صورت گرفت.